# Seznam programov s podporo OpenDocument
Seznam programov s podporo za OpenDocument.

## Besedilni dokumenti (.odt)

#### Urejevalniki besedil
- Abiword 2.4 - branje od različice 2.4, branje in pisanje od 2.4.2, polna podpora od 2.4.4
- IBM Workplace Documents 2.6+
- KOffice KWord 1.4+
- LibreOffice Writer
- OpenOffice.org Writer - polna podpora od 2.0, v 1.1.5 le uvoz
  - NeoOffice 1.2 Writer (temelji na OpenOffice.org 1.1.5)
  - StarOffice 8 Writer (temelji na OpenOffice.org 2.0)
- TextMaker 2006 (le uvoz, izvoz je v razvoju)
- Writely - spletni urejevalnik besedil, ima podporo za branje in pisanje
- Zoho Writer - spletni urejevalnik besedil, ima podporo za branje in pisanje
- ajaxWrite - spletni urejevalnik besedil, ima podporo za branje in pisanje

#### Ostali programi
- eLawOffice.it 0.9.6.4
- eZ publish - podporo za uvoz in izvoz omogoča dodatek
- OmegaT
- phpMyAdmin 2.9.0+ - izvoz
- Scribus 1.2.2+ - uvoz
- TEA text editor - v načinu za branje
- Visioo Writer 0.6
- Mobile Office - za platformo Symbian OS

## Preglednični dokumenti (.ods)
- Gnumeric - nepopolna podpora za branje in pisanje
- IBM Workplace Documents 2.6+
- KOffice KSpread
- LibreOffice Calc
- OpenOffice.org Calc 2.0 - polna podpora od 2.0, v 1.1.5 le uvoz
  - NeoOffice 1.2 Calc (temelji na OpenOffice.org 1.1.5)
  - StarOffice 8 Calc (temelji na OpenOffice.org 2.0)
  - 602Office 2.0 Calc (temelji na OpenOffice.org 2.0)

## Predstavitveni dokumenti (.odp)
- IBM Workplace Documents 2.6+
- KOffice KPresenter
- LibreOffice Impress
- OpenOffice.org Impress 2.0 - polna podpora od 2.0, v 1.1.5 le uvoz
  - NeoOffice 1.2 Impress (temelji na OpenOffice.org 1.1.5)
  - StarOffice 8 Impress (temelji na OpenOffice.org 2.0)
  - 602Office 2.0 Impress (temelji na OpenOffice.org 2.0)

## Grafični dokumenti (.odg)
- LibreOffice Draw
- OpenOffice.org Draw 2.0 - polna podpora od 2.0, v 1.1.5 le uvoz
  - NeoOffice 1.2 Draw (temelji na OpenOffice.org 1.1.5)
  - StarOffice 8 Draw (temelji na OpenOffice.org 2.0)
  - 602Office 2.0 Draw (temelji na OpenOffice.org 2.0)
- Scribus 1.2.2+ - samo uvoz